# Scarlet Fever (Band)
Scarlet Fever (engl.: Scharlach) ist eine US-amerikanische rein weibliche Band auf Tour mit CeeLo Green. Obwohl die Band ursprünglich nur für Werbungsauftritte gebildet wurde, hat die Popularität der Single Fuck You! zu mehreren Fernsehauftritten geführt und in Europa und Nordamerika ein Publikum von Millionen erreicht. Mit Green treten sie auf Konzerten in Vorgruppe für andere große Bands auf.

## Live-Auftritte
| 14. Juni 2010                      | The Tonight Show with Jay Leno                               |
| 21. September 2010                 | Taratata                                                     |
| 24. September 2010                 | Reeperbahn Festival                                          |
| 25. September 2010                 | BBC 1Xtra Live from Wembley Arena                            |
| 6. Oktober 2010                    | Later with Jools Holland                                     |
| 26. Oktober 2010                   | BBC 1Xtra                                                    |
| 3. November 2010                   | BBC Live Lounge                                              |
| 8. November 2010                   | Late Show with David Letterman                               |
| 11. November 2010 Veröffentlichung | The Guardian How I Wrote …                                   |
| 11. November 2010                  | Symmetry Live Concert Series                                 |
| 18. Dezember 2010                  | Schlag den Raab                                              |
| 15. Januar 2011                    | Saturday Night Live                                          |
| 7. Februar 2011                    | Madison Square Garden vor Prince                             |
| 25. Februar 2011                   | Shockwaves NME Awards Big Gig Wembley Arena vor Foo Fighters |
| 26. Februar 2011                   | Let's Dance for Comic Relief                                 |
| 27. Februar 2011                   | Jimmy Kimmel Live!                                           |